# Aimable Pélissier
Aimable-Jean-Jacques Pélissier (Maromme, 6 de novembro de 1794 — Argel, 22 de maio de 1864) foi um marechal de França que se distinguiu na conquista da Argélia e que foi o último comandante francês na guerra da Crimeia.